# 中村隆之 (文学者)
中村 隆之（なかむら たかゆき、1975年 - ）は、日本のフランス文学・カリブ海文学研究者。早稲田大学教授。

## 経歴
東京生まれ。1999年明治学院大学文学部フランス文学科卒業。2001年一橋大学大学院言語社会研究科修士課程修了、2006年東京外国語大学大学院地域文化研究科博士後期課程修了、「エドゥアール・グリッサン「反-歴史」の詩学」で博士（学術）。大東文化大学外国語学部専任講師、東京外国語大学アジア・アフリカ言語文化研究所共同研究員、早稲田大学法学学術院准教授を経て、2023年同教授、パリ・シテ大学CESSMA客員研究員。

## 著書
- 『フランス語圏カリブ海文学小史 ネグリチュードからクレオール性まで』 風響社、2011、ブックレット《アジアを学ぼう》
- 『カリブ-世界論 植民地主義に抗う複数の場所と歴史』 人文書院、2013
- 『エドゥアール・グリッサン 〈全-世界〉のヴィジョン』岩波書店、岩波現代全書、2016
- 『はじめての経済思想史　アダム・スミスから現代まで』講談社、2018
- 『野蛮の言説 差別と排除の精神史』春陽堂書店(春陽堂ライブラリー、2020
- 『ブラック・カルチャー 大西洋を旅する声と音』岩波書店、岩波新書、2025

### 翻訳
- フランソワーズ・ヴェルジェス『ニグロとして生きる エメ・セゼールとの対話』立花英裕共訳、法政大学出版局、2011、サピエンティア
- エドゥアール・グリッサン『フォークナー、ミシシッピ』 インスクリプト、2012
- ジャン＝マリ・ギュスターヴ・ル・クレジオ『氷山へ』水声社、2015
- エドゥアール・グリッサン『痕跡』水声社、2016
- 『ダヴィッド・ジョップ詩集』編訳 夜光社民衆詩叢書 2019
- エドゥアール・グリッサン『カリブ海序説』星埜守之・塚本昌則共訳、インスクリプト、2024

## 参考
- セブンネット
- 早稲田大学 研究者データベース